# Стенберг Георгій Августович
Георгій Августович Стенберг (рос. Георгий Августович Стенберг; нар. 7 жовтня 1900, Москва — пом. 15 жовтня 1933, Москва) — російський радянський графік, сценограф, плакатист; член Об'єднання молодих художників (ОБМОХУ) у 1919—1923 роках. Брат художника Володимира Стенберга.

## Біографія
Народився 7 жовтня 1900 року в місті Москві. У 1912—1917 роках навчався в Строгановському художньо-промисловому училищі на відділеннях карбування, розпису по емалі і фарфору, театрально-декораційного мистецтва у Володимира Єгорова, Павла Кузнєцова, Олександра Янова. У 1917—1920 роках продовжив навчання в перших державних вільних майстернях на відділенні монументального живопису, скульптури, архітектури, графіки у Георгія Якулова.
У 1921—1924 роках працював у Інституті художньої культури; у 1922—1931 роках виступав в якості художника-постановника в Камерному театрі Таїрова; з 1924 року — у «Радкіно», працював над кіноплакатами. У 1928—1933 роках спільно з братом головний художник-оформлювач Красної площі до святкових урочистостей; у 1928—1932 роках спільно з братом головний художник Дніпробуду; у 1928—1933 роках — головний художник Центрального парку культури та відпочинку імені М. Горького. У 1930—1933 роках викладав в Московському архітектурно-будівельному інституті, доцент кафедри рисунка і проєктування.
Загинув у Москві 15 жовтня 1933 року, розбився на мотоциклі.

## Творчість
У 1918—1921 роках займався оформленням театральних вистав, святковим оформленням міста, оформленням виставок, робив афіші, квітоконструкціі, індустріальні моделі. У 1920 році виконував агітаційні плакати для фронту.  У 1923 році брав участь в оформленні павільйонів Всеросійської сільськогосподарської і кустарно-промислової виставки в Москві.
Працюючи в «Радкіно» разом з братом створив біля 300 плакатів до радянських і зарубіжних кінофільмів. Свої роботи брати підписували «2-СТЕНБЕРГ-2». Серед робіт кіноплакати до фільмів:
- «Робін Гуд» (1925);
- «Прекрасна Нівернеза» (1925);
- «Карін-Інгмарова дочка» (1925);
- «Кумир публіки» (1925);
- «Провінціал» (1925);
- «Два претендента» (1925);
- «Дитя ринку» (1925);

Плакат до фільму «Арсенал».

- «Шоста частина світу» (1926, у співавторстві з Олександром Наумовим);
- «Процес про три мілліона» (1926);
- «Дівчина із провінції» (1926);
- «Катастрофа» (1926);
- «За законом» (1926, у співавторстві з Яковом Руклевським);
- «Кабінет воскових фігур» (1926);
- «Відрізані від світу» (1926);
- «Пригоди підкидька» (1926);
- «Чашка чаю» (1926);
- «Нініш» (1927);
- «Княжна Мері» (1927, у співавторстві з  Яковом Руклевським);
- «Мілорд Мак Грю» (1927);
- «Крізь полум'я» (1927);
- «Хід конем» (1927);
- «Папашин синок» (1927);
- «Кафе Фанконі» (1927);
- «Спритні ділки» (1927);
- «Плітка» (1928);
- «Шлюб на парі» (1928);
- «Зло світу (нетерпимість)» (1928);
- «Поліцейський» (1928);
- «Олівець Мосполіграф» (1928);
- «Проданий апетит» (1928);
- «Одинадцятий» (1928);
- «Цемент» (1928);
- «Спортивна лихорадка» (1928);
- «Джиммі Хіггінс» (1929);
- «Привід, який не повертається» (1929);
- «Людина з кіноапаратом» (1929).

Разом з братом втілював в графіку проєкти таких архітекторів, як брати Весніни, Микола Ладовський, Микола Коллі і Аркадій Мордвинов.
Брати разом виставлялися в колі художників-авангардистів з 1919 року; брали участь у:
- Першій Російської виставці в Берліні у 1922 році;
- Всесвітній виставці в Парижі у 1925 році;
- Першій всесоюзній виставці плаката «Плакат на службі п'ятирічки», яка відкрилася навесні 1932 року в Москві в приміщенні Третьяковської галереї;
- Виставці «Художники РРФСР за 15 років. 1917—1932», яка пройшла в Ленінграді і Москві у 1932—1933 роках[11].

## Відзнаки
- Срібна медаль на Міжнародній виставці декоративних мистецтв у Парижі по розділу театрально-декораційного мистецтва (1925);
- Перша премія на конкурсі святкового оформлення Красної площі у Москві (1928);
- Премія на конкурсі проєктів Будинку Рад (початок 1930-х)[10].